# Hans-Walter-Wild-Stadion
Das Hans-Walter-Wild-Stadion ist ein Fußballstadion mit Leichtathletikanlage in der oberfränkischen Stadt Bayreuth in Bayern. Die städtische Anlage ist nach dem früheren Oberbürgermeister Hans Walter Wild (1919–2001) benannt, der in Bayreuth als Förderer des lokalen Sports gilt.

## Geschichte
Erbaut wurde es als Städtisches Stadion und Teil eines Sportparks, zu dem ein Hallenbad, eine Eissporthalle und die multifunktionale Oberfrankenhalle (1988) gehören. Am 12. Juni 1967 wurde das Stadion mit Grußworten des damaligen Oberbürgermeisters Wild eingeweiht. Vor ca. 2500 Zuschauern wurden sportliche Wettkämpfe durchgeführt, zu denen mehrere deutsche Spitzensportler angereist waren.
1974 wurde das Stadion mit einer überdachten Tribüne versehen. Das Bauwerk mit 3026 Sitzplätzen wurde innerhalb von 169 Tagen fertiggestellt und am 24. Mai jenes Jahres seiner Bestimmung übergeben. Orkanartige Windböen lösten Anfang 1990 eines der zwölf Blechsegmente des Tribünendachs heraus. Bei der Sanierung stellte sich heraus, dass die ganze Konstruktion nicht mehr sicher war.
2002 erfolgte die Umbenennung nach dem von 1958 bis 1988 amtierenden Oberbürgermeister, der ein großer Förderer des Sports und am Bau des Sportparks wesentlich beteiligt war. Das Fassungsvermögen beträgt 21.500 Zuschauer, es gibt 3500 Sitzplätze und ca. 18.000 Stehplätze.

## Nutzung
Am 23. Mai 1974 wurde das umgebaute Stadion mit einem Freundschaftsspiel der SpVgg Bayreuth gegen Kickers Offenbach eingeweiht. Seitdem dient es dem Verein als regelmäßige Spielstätte, die 2005 zuletzt renoviert wurde, um einen Spielbetrieb in der Regionalliga zu ermöglichen. Zuvor trat der Verein im Stadion an der Jakobshöhe zu seinen Spielen an. Der Zuschauerrekord wurde 1979 aufgestellt, als einem Aufstiegsspiel zur Ersten Bundesliga gegen Bayer 05 Uerdingen 22.500 Zuschauer beiwohnten. Ein Jahr später spielte die SpVgg Bayreuth vor 18.000 Zuschauern gegen den FC Bayern München in der 3. Hauptrunde im DFB-Pokal 1979/80 und gewann 1:0.
Des Weiteren gab es Länderspiele der deutschen B-Fußballnationalmannschaft und der Frauennationalmannschaft im Stadion. Am 30. Mai 2010 fand im Vorfeld der Fußball-Weltmeisterschaft mit der Partie Mexiko gegen Gambia (5:1) zum ersten Mal ein A-Länderspiel der Männer im Stadion vor 5000 Zuschauern statt. Eine wichtige Funktion erfüllt das Stadion zudem als Übungsstätte für den Sportunterricht der anliegenden Schulen.
Das Stadion wurde auch im Rahmen von Open-Air-Konzerten genutzt, erstmals im Juli 1974. Damals lauschten dort rund 2000 jugendliche Zuhörer den Rockbands Nektar und Message sowie vier weiteren Bands aus Bayreuth und Hollfeld. Zu einem Konzert mit Rod Stewart und Gianna Nannini kamen am 22. Juni 1991 20.000 Besucher. Auch Bon Jovi (1993), Peter Maffay, Pur und am 2. September 1992 Michael Jackson waren bereits zu Gast. 170.000 DM, die eigentlich für die Sanierung des Rathauses vorgesehen waren, investierte die Stadt anlässlich des Michael-Jackson-Konzerts für notwendige Sicherheitsmaßnahmen im Stadion. Von 235 Helfern und hunderten örtlichen Mitarbeitern wurde innerhalb von vier Tagen eine 80 Meter lange Bühne aufgebaut. 65 Lastkraftwagen à 38 Tonnen brachten u. a. 168 Lautsprecherboxen und zwei Generatoren, die eine Kleinstadt mit 30.000 Einwohnern mit Strom hätten versorgen können; 18 Kilometer Elektrokabel wurden verbaut. Die zweistündige Show wurde von 28.000 anwesenden Fans verfolgt.
Nach langer Pause wurde das Stadion am 6. September 2013 für einen Auftritt der Toten Hosen wieder genutzt. Dabei wurden insgesamt mehr als 26.000 Karten verkauft (davon 3.000 auf der Tribüne), das Konzert war damit ausverkauft.

## Umbaupläne
Die Gegengerade des Stadions sollte überdacht werden, dieser Umbau kam allerdings nicht zustande. 2012 traf der Bayreuther Stadtrat die Entscheidung, die Sportstätte renovieren zu lassen. Erst am 20. Oktober 2015 beschloss der Bauausschuss der Stadt die Umbauarbeiten. Bei den Arbeiten wird die Leichtathletikanlage erneuert. Die Gegentribüne soll so dicht wie möglich an das Spielfeld verschoben werden. Die Bestuhlung der Haupttribüne, die Überdachung der Stehplätze und die Flutlichtanlage werden ausgetauscht. Dies soll etwa 2,5 Mio. Euro kosten. Darüber hinaus entstanden Kosten von 650.000 Euro für die Erneuerung des Abwassersystems des Stadions, die 2015 abgeschlossen werden konnten.
Im März 2016 kritisierte die SpVgg Bayreuth den Zeitplan der Arbeiten vom September 2016 bis in das Frühjahr 2017. Das Stadion wäre für den Verein nicht nutzbar und würden Einnahmen von 25 % verloren gehen. Die SpVgg schlug vor, die Arbeiten in der spielfreien Zeit von Mai bis Juli 2016 durchzuführen. Dies sei aber nicht möglich, erklärte die Stadt. Erst müssten alle Genehmigungen da sein und die Ausschreibungen erfolgen. Dies sei zu kurzfristig für einen vorgezogenen Umbau. Mitte März 2016 wurde ein von der CSU unterstützter Dringlichkeitsantrag im Bayreuther Stadtrat mit 19:15 Stimmen abgelehnt und der Zeitplan blieb bestehen. Der Verein musste für die Zeit des Umbaus in das Waldstadion Weismain ausweichen.

## Aktueller Zustand
Im Oktober 2022 wurde eine Flutlichtanlage installiert, die das Spielfeld mit 1000 Lux ausleuchtet. Das erste Fußballspiel unter Flutlicht trug die Spielvereinigung Bayreuth am 8. November 2022 gegen die SV Elversberg aus. Noch im selben Monat musste die Stadtverwaltung einräumen, dass sie die Flutlichtanlage ohne abgeschlossenes Baugenehmigungsverfahren errichten ließ.